# Colpolopha bruneri
Colpolopha bruneri är en insektsart som beskrevs av Rehn, J.A.G. 1905. Colpolopha bruneri ingår i släktet Colpolopha och familjen Romaleidae. Inga underarter finns listade i Catalogue of Life.